# Categorías de peso en la lucha
En la mayoría de los estilos de lucha, los oponentes se emparejan en función de las categorías de peso en la lucha.

## Categorías de peso olímpicas e internacionales
En la competición internacional, la lucha libre masculina, la lucha grecorromana masculina y la lucha femenina utilizan las siguientes categorías de peso a partir de 2018:

### Lucha libre masculina
- 57 kg (125 lbs)
- 61 kg (categoría no olímpica)
- 65 kg (143 lbs)
- 70 kg (clase no olímpica)
- 74 kg (163 lbs)
- 79 kg (clase no olímpica)
- 86 kg (190 lbs)
- 92 kg (clase no olímpica)
- 97 kg (214 lbs)
- 125 kg (276 lbs)

### Lucha grecorromana masculina
- 55 kg (121 lbs) (categoría no olímpica)
- 60 kg (132 lbs)
- 63 kg (clase no olímpica)
- 67 kg (148 lbs)
- 72 kg (clase no olímpica)
- 77 kg (170 lbs)
- 82 kg (clase no olímpica)
- 87 kg (192 lbs)
- 97 kg (214 lbs)
- 130 kg (287 lbs)

### Lucha femenina
- 50 kg (110 lbs)
- 53 kg (117 lbs)
- 55 kg (clase no olímpica)
- 57 kg (126 lbs)
- 59 kg (clase no olímpica)
- 62 kg (137 lbs)
- 65 kg (clase no olímpica)
- 68 kg (150 lbs)
- 72 kg (clase no olímpica)
- 76 kg (168 lbs)

## Categorías internacionales de peso juvenil

### Para la lucha libre y grecorromana masculina
A partir de 2019, la lucha libre internacional y la lucha grecorromana para jóvenes masculinos se dividen en tres categorías de edad: U15, cadetes y juniors.
U15 (jóvenes masculinos de 14-15 años, así como jóvenes masculinos de 13 años con certificado médico y autorización paterna) compiten en lucha libre y/o grecorromana en las siguientes 10 categorías de peso:
- 34-38 kg (75-84 lbs)
- 41 kg (90 lbs)
- 44 kg (97 lbs)
- 48 kg (106 lbs)
- 52 kg (115 lbs)
- 57 kg (126 lbs)
- 62 kg (137 lbs)
- 68 kg (150 lbs)
- 75 kg (165 lbs)
- 85 kg (187 lbs)

Los cadetes (jóvenes de 16 a 17 años, así como jóvenes de 15 años con certificado médico y autorización paterna) compiten en lucha libre y/o grecorromana en las 10 categorías de peso siguientes:
- 41 a 45 kg (90 a 99 lbs)
- 48 kg (106 lbs)
- 51 kg (112 lbs)
- 55 kg (121 lbs)
- 60 kg (132 lbs)
- 65 kg (143 lbs)
- 71 kg (157 lbs)
- 80 kg (176 lbs)
- 92 kg (203 lbs)
- 110 kg (243 lbs)

Los juniors (hombres de 18 a 20 años, así como jóvenes de 17 años con certificado médico y autorización paterna) compiten en lucha libre y/o grecorromana en las siguientes categorías de peso:
- 57 kg (126 lbs)
- 61 kg (134 lbs)
- 65 kg (143 lbs)
- 70 kg (154 lbs)
- 74 kg (163 lbs)
- 79 kg (174 lbs)
- 86 kg (190 lbs)
- 92 kg (203 lbs)
- 97 kg (214 lbs)
- 125 kg (276 lbs)

Los juniors mayores de 18 años pueden participar en competiciones sénior con un certificado médico.

### Para la lucha libre femenina
A partir de 2019, las jóvenes compiten en lucha libre a nivel internacional en una de las cuatro categorías de edad: U15, cadetes y juniors.
U15 (jóvenes femeninas de 14 a 15 años, y jóvenes femeninas a los 13 años con certificado médico y autorización paterna) compiten en lucha libre en las siguientes 10 categorías de peso:
29 a 33 kg (64 a 73 lbs)
36 kg (79 lbs)
39 kg (86 lbs)
42 kg (93 lbs)
46 kg (101 lbs)
50 kg (110 lbs)
54 kg (119 lbs)
58 kg (128 lbs)
62 kg (137 lbs)
66 kg (146 lbs)
Los cadetes (jóvenes de 16 a 17 años y jóvenes de 15 años con certificado médico y autorización paterna) compiten en lucha libre en las 10 categorías de peso siguientes:
- 36 a 40 kg (79 a 88 lbs)
- 43 kg (95 lbs)
- 46 kg (101 lbs)
- 49 kg (108 lbs)
- 53 kg (117 lbs)
- 57 kg (126 lbs)
- 61 kg (134 lbs)
- 65 kg (143 lbs)
- 69 kg (152 lbs)
- 73 kg (161 lbs)

Los juniors (jóvenes de 18 a 20 años y jóvenes de 17 años con certificado médico y autorización paterna) compiten en lucha libre en las ocho categorías de peso siguientes:
- 50 kg (110 lbs)
- 53 kg (117 lbs)
- 55 kg (121 lbs)
- 57 kg (126 lbs)
- 59 kg (130 lbs)
- 62 kg (137 lbs)
- 65 kg (143 lbs)
- 68 kg (150 lbs)
- 72 kg (159 lbs)
- 76 kg (168 lbs)

## Clases de peso escolares en Estados Unidos

### Escuela primaria
Los estudiantes de primaria que compiten en lucha tienen múltiples formas de determinar las clases de peso.
1. "Sistema Madison" - Se trata de un popular formato de torneo en el que no hay categorías de peso y el director del torneo empareja a los luchadores en grupos (normalmente de 8 o 16 hombres) en función del peso en el pesaje. Es un método popular porque desalienta el "corte de peso" en los atletas jóvenes.
2. Sistema basado en divisiones - En este sistema, el director del torneo separa a los atletas por edad (por ejemplo: Grado 2 y menores, Grado 4 y menores, y Grado 6 y menores), y por categoría de peso. La categoría de peso y la división quedan a discreción del director del torneo.[4]
3. Sistema basado en el peso puro - En este sistema, los atletas no se dividen por edad, sino sólo por categoría de peso. Rara vez se utiliza porque empareja a atletas más jóvenes y con menos experiencia con atletas más veteranos y con más experiencia.[4]

### Escuela secundaria
Las categorías de peso de la lucha libre en la escuela secundaria de Estados Unidos varían de un estado a otro y no están reguladas por la Federación Nacional de Asociaciones de Escuelas Secundarias Estatales (NFHS). Las categorías de peso reguladas por la Asociación Atlética de Secundaria de Ohio (OHSAA) son las siguientes:
- 80 lbs
- 86 lbs
- 92 lbs
- 98 lbs
- 104 lbs
- 110 lbs
- 116 lbs
- 122 lbs
- 128 lbs
- 134 lbs
- 142 lbs
- 150 lbs
- 160 lbs
- 172 lbs
- 205 lbs
- 245 lbs

### Bachillerato

#### Inicio de la temporada 2023-2024
A partir de la temporada 2023-2024, cada estado debe seleccionar uno de los tres conjuntos de categorías de peso (12, 13 o 14 categorías de peso) proporcionados por la Federación Nacional de Asociaciones Estatales de Escuelas Secundarias (NFHS) para la competición de escuelas secundarias en Estados Unidos, uno para la competición de chicos (que incluye a las chicas que luchan contra chicos) y otro para la competición de chicas.

##### Categorías de peso de competición masculina
Si un estado decide utilizar doce categorías de peso para la competición masculina, las categorías de peso serán las siguientes:
- 108 lbs
- 116 lbs
- 124 lbs
- 131 lbs
- 138 lbs
- 145 lbs
- 152 lbs
- 160 lbs
- 170 lbs
- 90 lbs
- 215 lbs
- 285 lbs

Si un estado decide utilizar trece categorías de peso para la competición masculina, las categorías de peso serán las siguientes:
- 107 lbs
- 114 lbs
- 121 lbs
- 127 lbs
- 133 lbs
- 139 lbs
- 145 lbs
- 152 lbs
- 160 lbs
- 172 lbs
- 189 lbs
- 215 lbs
- 285 lbs

Si un estado decide utilizar catorce categorías de peso para la competición masculina, las categorías de peso serán las siguientes:
- 106 lbs
- 113 lbs
- 120 lbs
- 126 lbs
- 132 lbs
- 138 lbs
- 144 lbs
- 150 lbs
- 157 lbs
- 165 lbs
- 175 lbs
- 190 lbs
- 215 lbs
- 285 lbs

##### Categorías de peso de competición femenina
Si un estado decide utilizar doce categorías de peso para la competición femenina, las categorías de peso serán las siguientes:
- 100 lbs
- 107 lbs
- 114 lbs
- 120 lbs
- 126 lbs
- 132 lbs
- 138 lbs
- 145 lbs
- 152 lbs
- 165 lbs
- 185 lbs
- 235 lbs

Si un estado decide utilizar trece categorías de peso para la competición femenina, las categorías de peso serán las siguientes:
- 100 lbs
- 106 lbs
- 112 lbs
- 118 lbs
- 124 lbs
- 130 lbs
- 136 lbs
- 142 lbs
- 148 lbs
- 155 lbs
- 170 lbs
- 190 lbs
- 235 lbs

Si un estado decide utilizar catorce categorías de peso para la competición femenina, las categorías de peso serán las siguientes:
- 100 lbs
- 105 lbs
- 110 lbs
- 115 lbs
- 120 lbs
- 125 lbs
- 130 lbs
- 135 lbs
- 140 lbs
- 145 lbs
- 150 lbs
- 155 lbs
- 170 lbs
- 190 lbs
- 235 lbs

##### Excepciones
En la lucha libre masculina, Nueva York utiliza un conjunto modificado de 13 clases de peso, que utiliza las mismas clases de peso del conjunto de 12 clases de peso con la adición de una clase de peso de 101 libras.

#### Antes de la temporada 2023-2024
Antes de la temporada de lucha libre 2023-2024, los estudiantes de la educación secundaria de Estados Unidos que competían en lucha escolar lo hacían en las siguientes 14 categorías de peso establecidas por la Federación Nacional de Asociaciones de Escuelas Secundarias Estatales (NFHS):
- 106 lbs
- 113 lbs
- 120 lbs
- 126 lbs
- 132 lbs
- 138 lbs
- 145 lbs
- 152 lbs
- 160 lbs
- 170 lbs
- 182 lbs
- 195 lbs
- 220 lbs
- 285 lbs

La categoría de pesos pesados era ilimitada antes de 1988-89; se limitó a 275 lbs desde 1988-89 hasta 2005-06.
Otros estados tenían clases de peso adicionales o modificadas, como:
- 99 lbs (en el estado de Nueva York;[9])
- 98 lbs (en el estado de Montana;[10])
- 105 lbs (en lugar de la clase de peso de 103 lbs) en Montana.[10]
- 144, 150, 157, 165, 175, 190 y 215 lbs (en lugar de las 145, 152, 160, 170, 195 y 220 lbs) en Nueva Jersey.
- 172, 189 y 215 lbs (en lugar de las categorías de 170, 182, 195 y 220 lbs) en Pensilvania.[11]
- 103, 112, 119, 125, 130, 135, 140, 145, 152, 160, 171, 189, 215 y 285 son las clases de peso utilizadas en Míchigan.[12]
- 106 lbs/48 kg, 113 lbs/51 kg, 120 lbs/54 kg, 126 lbs/57 kg, 132 lbs/59,87 kg, 138 lbs/62,59 kg, 144 lbs/65 kg, 150 lbs/68 kg, 157 lbs/71 kg, 165 lbs/74,84 kg, 175 lbs/79 kg, 190 lbs/86 kg, 215 lbs/97,52 kg y 285 lbs/129 kg son las categorías de peso utilizadas en Kansas.[13]

## Categorías de peso colegiales en Estados Unidos
Los estudiantes universitarios de Estados Unidos que compiten en lucha colegial lo hacen en las siguientes 10 categorías de peso establecidas por la Asociación Nacional Atlética Colegial (NCAA):
- 125 lbs
- 133 lbs
- 141 lbs
- 149 lbs
- 157 lbs
- 165 lbs
- 174 lbs
- 184 lbs
- 197 lbs
- Peso pesado (de 183 lbs a 285 lbs)

También
- 235 lb (Sólo la Asociación Nacional de Lucha Colegial (NCWA), que rige las instituciones fuera de la NCAA, NAIA y NJCAA, permite actualmente esta clase de peso, que va de 174 lbs a 235 lbs).

La NCWA también ha aprobado las siguientes ocho categorías de peso para su división femenina, que utiliza reglas colegiales en lugar del reglamento de estilo libre utilizado en la lucha femenina reconocida por la NCAA:
- 105 lbs
- 112 lbs
- 121 lbs
- 130 lbs
- 139 lbs
- 148 lbs
- 159 lbs
- 200 lbs

La lucha universitaria femenina también se rige por la Asociación de Lucha Universitaria Femenina (WCWA), una rama de la Asociación Nacional de Entrenadores de Lucha (NWCA). La WCWA utiliza reglas de estilo libre en lugar de las reglas colegiales. La lucha libre se convirtió en un deporte reconocido por la NCAA como parte del programa de Deportes Emergentes para Mujeres en 2020-21. La WCWA tiene actualmente 10 clases de peso:
- 101 lbs
- 109 lbs
- 116 lbs
- 123 lbs
- 130 lbs
- 136 lbs
- 143 lbs
- 155 lbs
- 170 lbs
- 191 lbs